# 666 Park Avenue
666 Park Avenue è una serie televisiva statunitense creata e prodotta da David Wilcox e basata sull'omonima serie di romanzi scritta da Gabriella Pierce. La serie è stata trasmessa sul canale televisivo statunitense ABC dal 30 settembre 2012 al 13 luglio 2013. Gli ultimi quattro episodi della serie sono stati tuttavia trasmessi in prima visione sul canale televisivo spagnolo Calle 13 dal 29 gennaio al 19 febbraio 2013.
In Italia la serie è stata trasmessa in prima visione assoluta sul canale Premium Action della piattaforma televisiva Mediaset Premium a partire dal 4 novembre 2013.

## Trama
La serie segue le vicende di una giovane coppia appena trasferitasi a New York, che viene assunta come responsabile della gestione di un condominio. I due non sanno però che tutti gli abitanti dello stabile hanno stipulato un patto con il Diavolo al fine di veder realizzato ogni loro desiderio, ambizione ed esigenza.

## Personaggi e interpreti

### Personaggi principali
- Jane Van Veen, interpretata da Rachael Taylor e doppiata da Domitilla D'Amico.
- Henry Martin, interpretato da Dave Annable e doppiato da Stefano Crescentini.
- Brian Leonard, interpretato da Robert Buckley e doppiato da David Chevalier.
- Nona Clark, interpretata da Samantha Logan e doppiata da Chiara Gioncardi.
- Louise Leonard, interpretata da Mercedes Masohn e doppiata da Monica Ward.
- Tony DeMeo, interpretato da Erik Palladino e doppiato da Roberto Gammino.
- Alexis Blume, interpretata da Helena Mattsson e doppiata da Emanuela Damasio.
- Olivia "Liv" Doran, interpretata da Vanessa L. Williams e doppiata da Roberta Pellini.
- Gavin Doran, interpretato da Terry O'Quinn e doppiato da Rodolfo Bianchi.

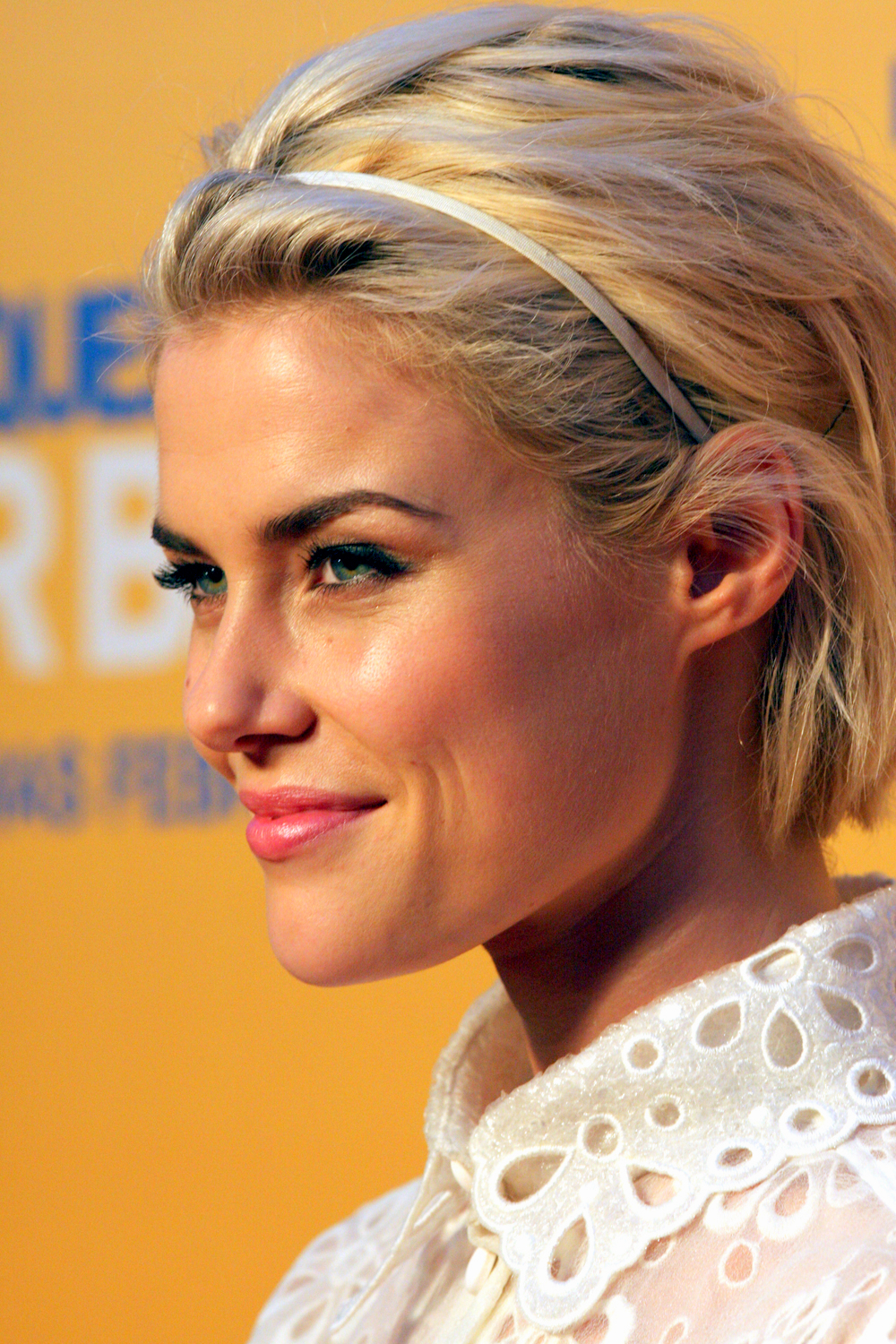
Rachael Taylor interpreta Jane Van Veen
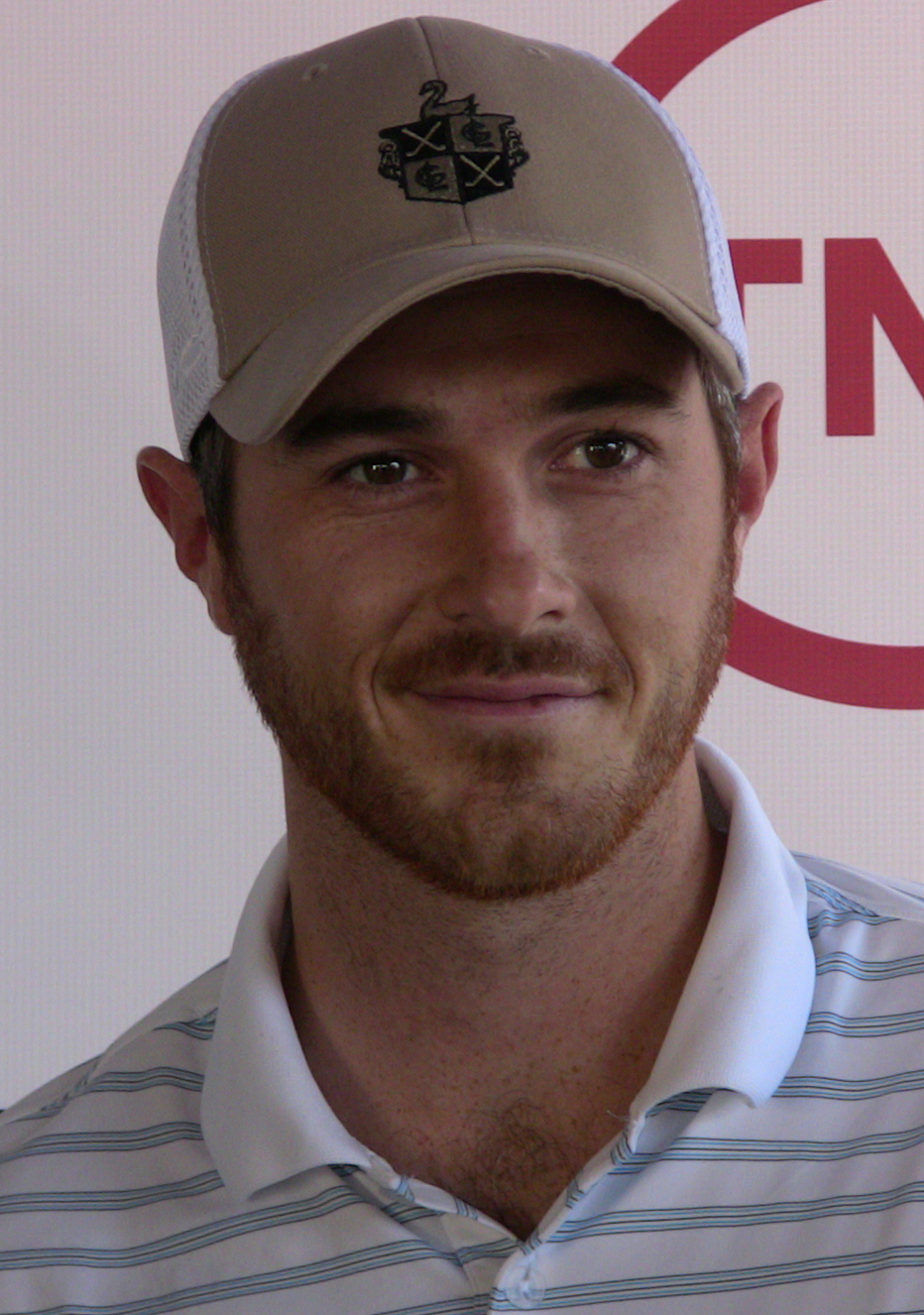
Dave Annable interpreta Henry Martin
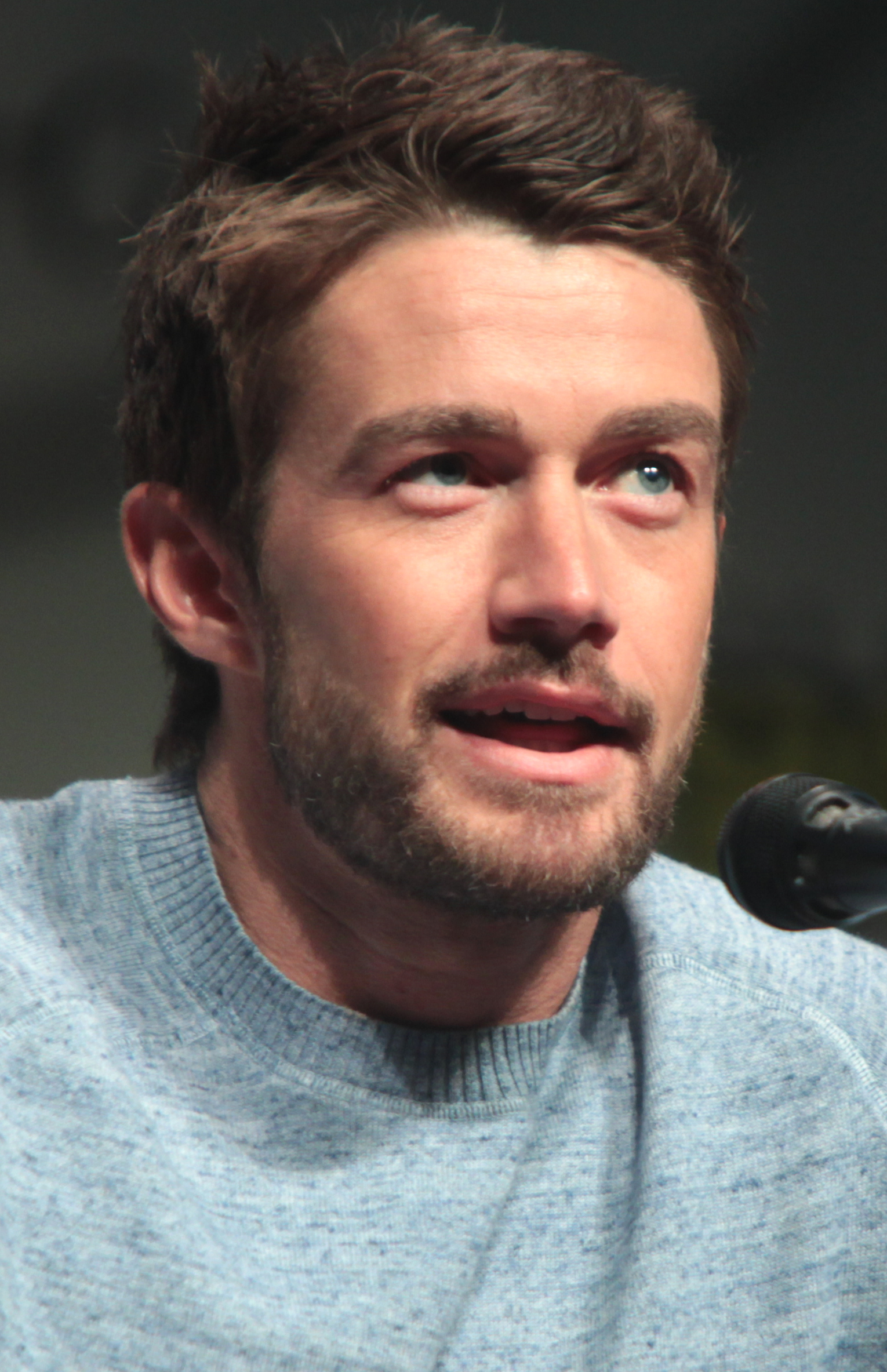
Robert Buckley interpreta Brian Leonard
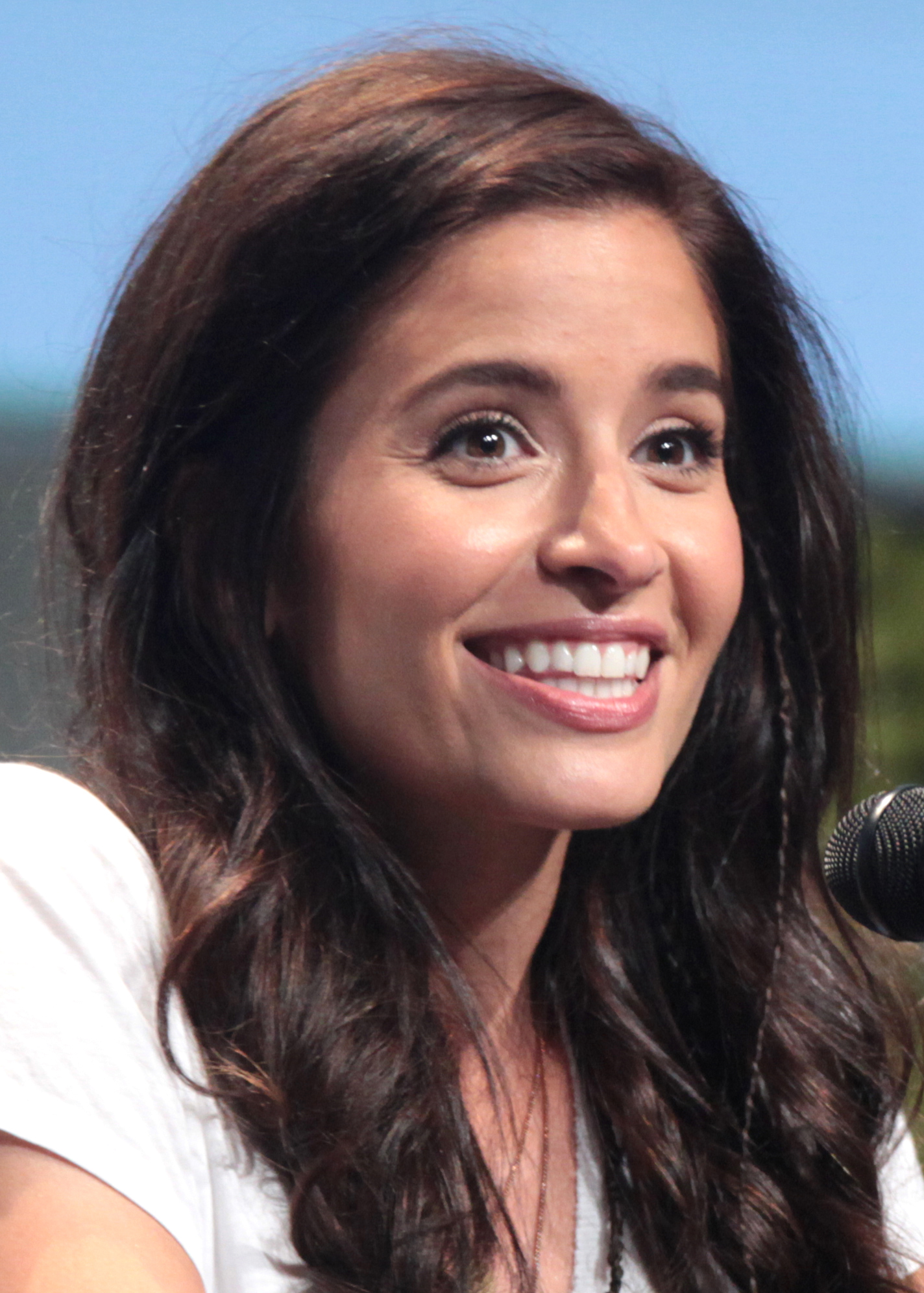
Mercedes Masohn interpreta Louise Leonard
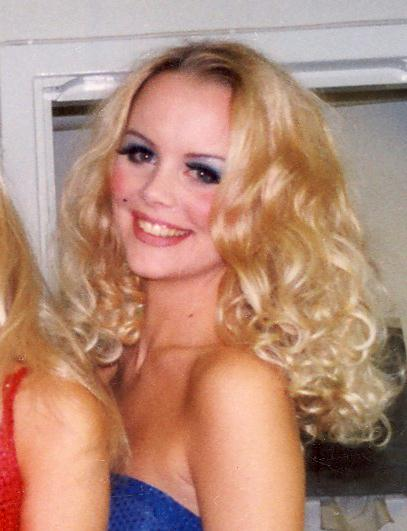
Helena Mattsson interpreta Alexis Blume
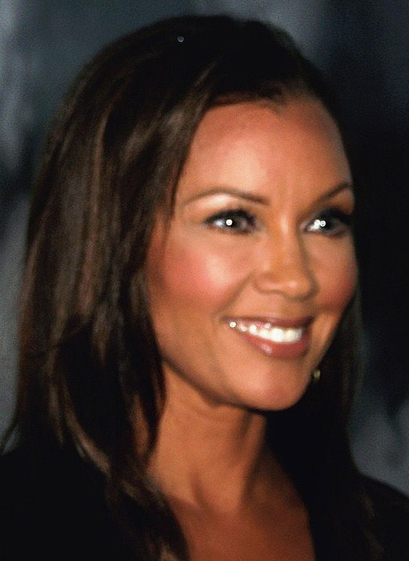
Vanessa L. Williams interpreta Olivia Doran
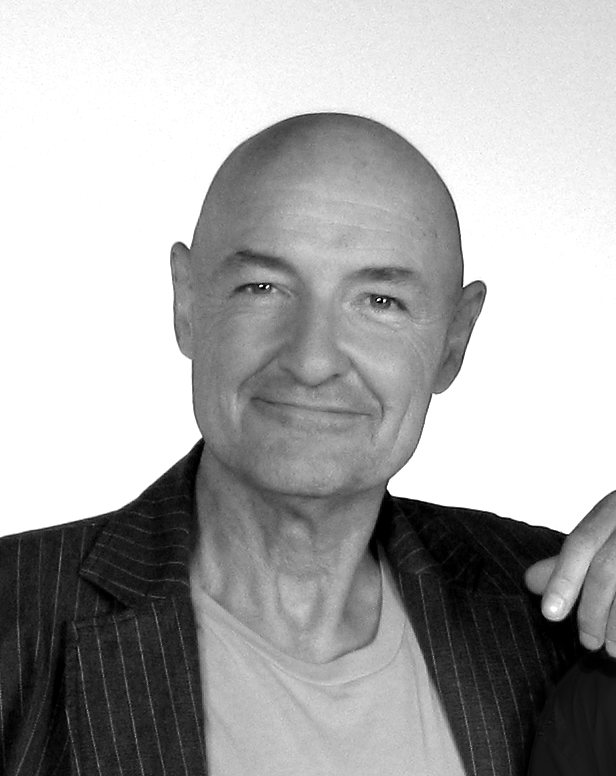
Terry O'Quinn interpreta Gavin Doran

### Personaggi secondari
- Detective Cooper, interpretato da Teddy Sears, doppiato da Riccardo Rossi.
- Kandinsky, interpretato da Misha Kuznetsov, doppiato da Saverio Indrio.
- Victor Shaw, interpretato da Nick Chinlund, doppiato da Angelo Nicotra.
- Dr. Todd Scott, interpretato da Enrique Murciano, doppiato da Sandro Acerbo.
- Laurel Harris / Sasha Doran, interpretata da Tessa Thompson, doppiata da Ilaria Latini.
- Harlan Moore, interpretato da Richard Short, doppiato da Nanni Baldini.
- Maris Elder, interpretata da Whoopi Goldberg, doppiata da Sonia Scotti.

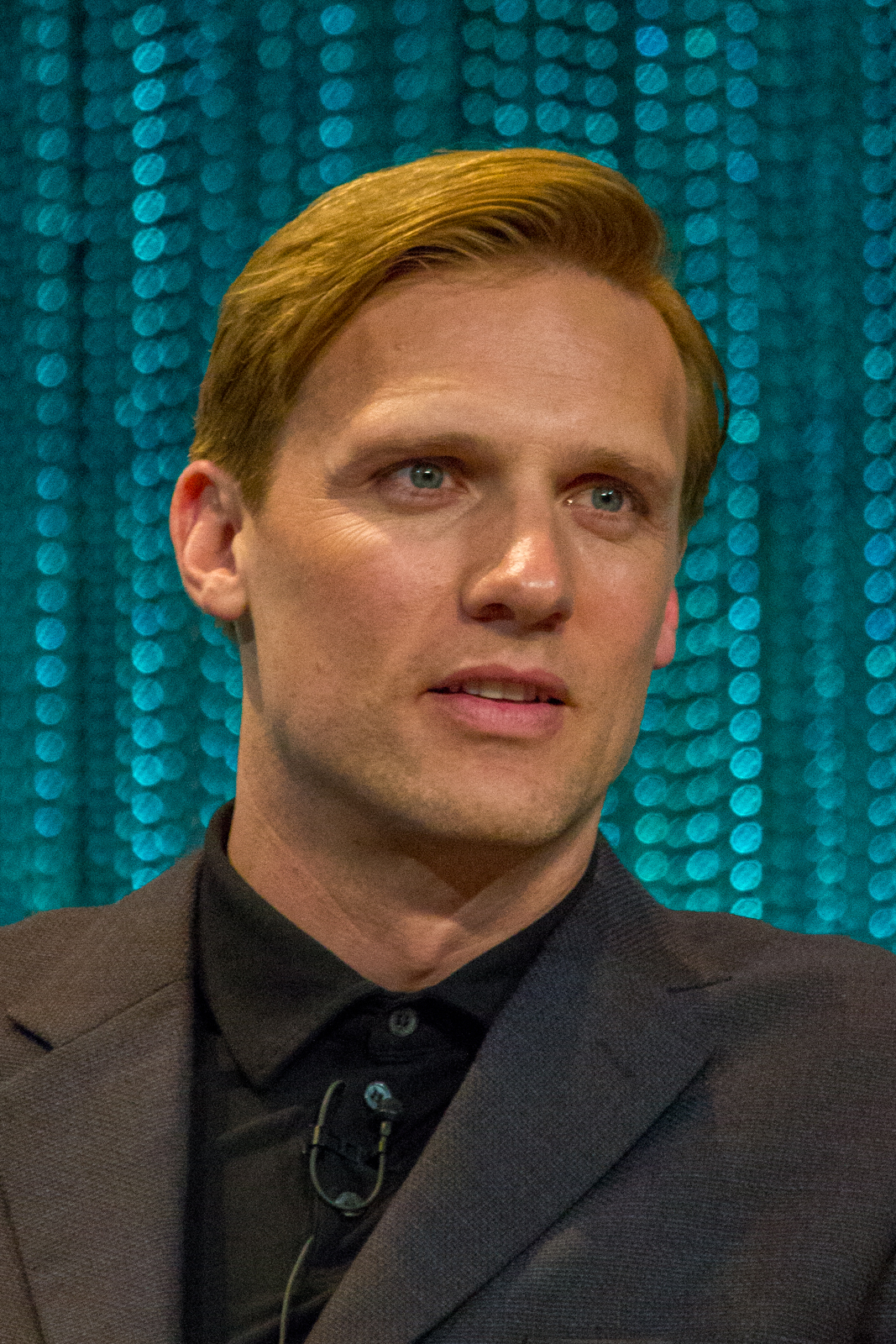
Teddy Sears interpreta Cooper
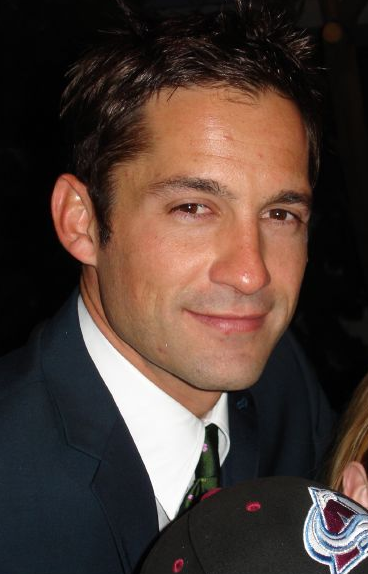
Enrique Murciano interpreta Todd Scott
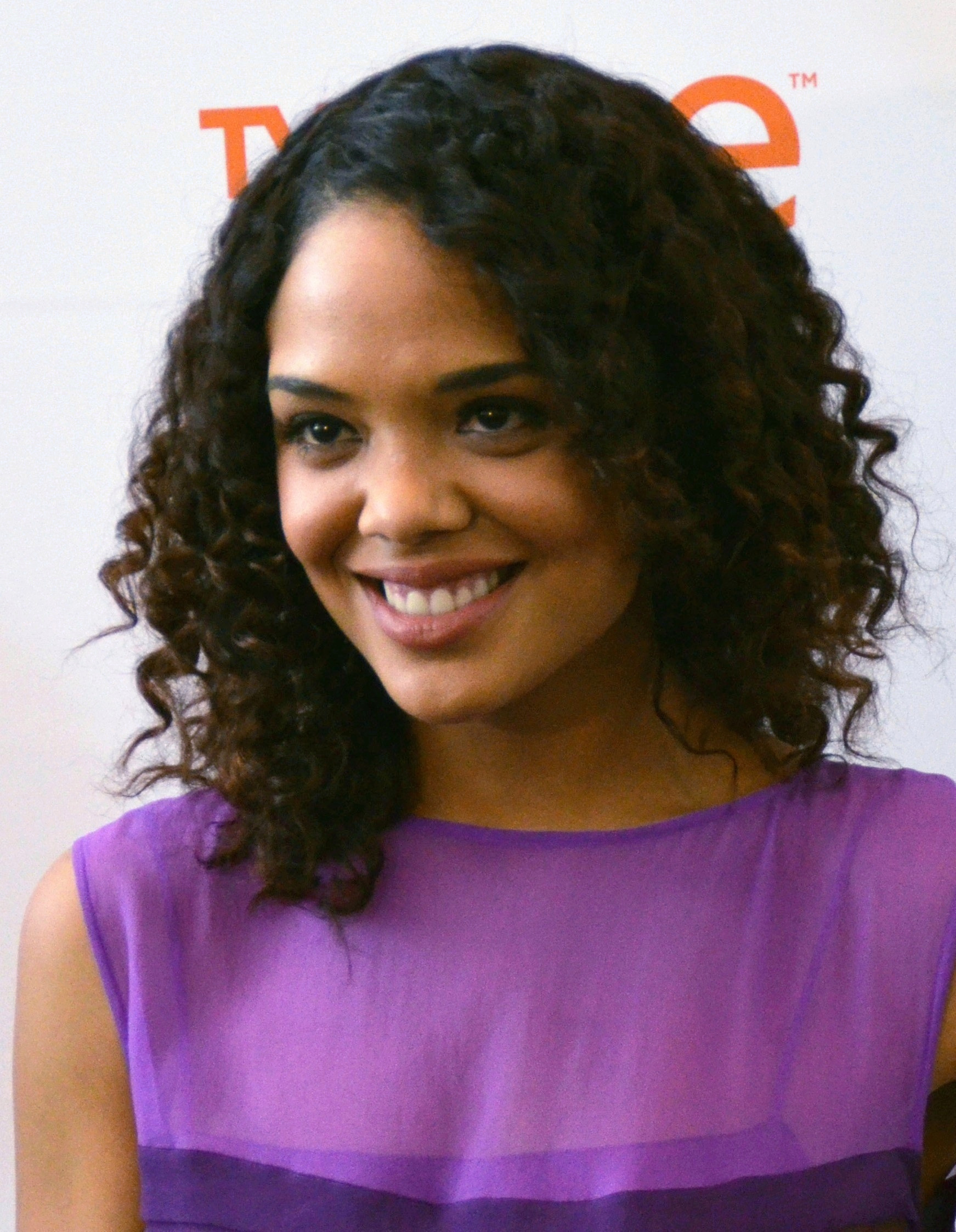
Tessa Thompson interpreta Sasha Doran
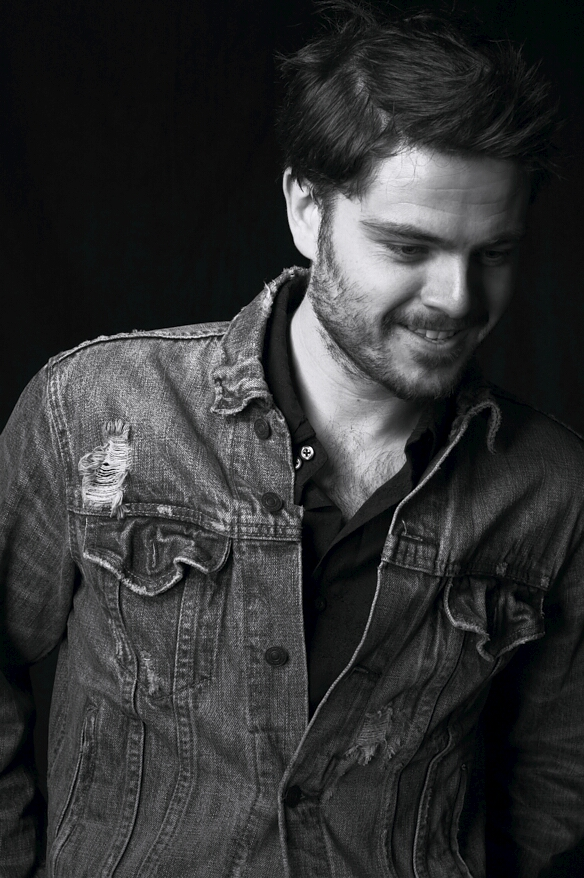
Richard Short interpreta Harlan Moore
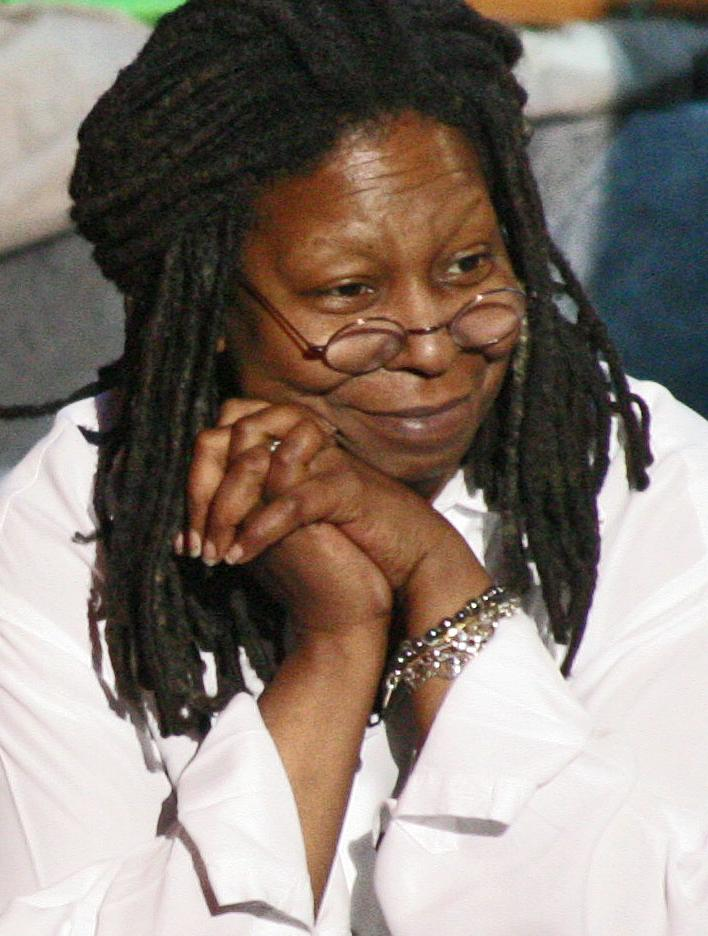
Whoopi Goldberg interpreta Maris Elder

## Episodi
| Stagione       | Episodi | Prima TV originale | Prima TV Italia |
| -------------- | ------- | ------------------ | --------------- |
| Prima stagione | 13      | 2012-2013          | 2013-2014       |

## Produzione
Il progetto della serie inizialmente intitolata 666 Park Ave. iniziò nel gennaio del 2012, quando la ABC ordinò la creazione dell'episodio pilota che venne diretto da Alex Graves. Nel mese di febbraio dello stesso anno iniziò il casting per scegliere gli attori principali della serie. Il primo ad essere inserito nel cast principale, il 15 febbraio, fu Terry O'Quinn, che venne scelto per il ruolo di Gavin, il proprietario del condominio. Sempre nello stesso mese si unirono al cast anche Dave Annable e Rachael Taylor, rispettivamente nei ruoli di Henry Martin e Jane Van Veen, la coppia che viene assunta come responsabile della gestione del condominio. A inizio marzo vennero aggiunti al cast anche gli attori Mercedes Masohn, Robert Buckley e Vanessa L. Williams, rispettivamente nei ruoli di Louise e Brian Leonard e della moglie di Gavin, Olivia Doran. Le ultime attrici ad essere aggiunte al cast principale a fine marzo furono Helena Mattsson e Samantha Jade Logan nei ruoli di Alexis Blume e Nona Clark. Il 27 marzo venne inoltre scelto per interpretare il ruolo di Tony DeMeo l'attore Erik Palladino. Inizialmente aggiunto al cast come personaggio ricorrente, il 29 giugno l'attore è stato infine "promosso" al cast principale.
L'11 maggio 2012 la ABC ordinò la creazione di una prima stagione della serie composta da tredici episodi. Il 19 ottobre la ABC ordinò inoltre la scrittura di due ulteriori sceneggiature, ma il 16 novembre, a causa dei bassi ascolti, decise di non ordinare la produzione di nuovi episodi e cancellare la serie al termine dei tredici già previsti.